# Bundsø
Bundsø er den største sø på Als med et areal på omkring 138 ha. Søen var tidligere den inderste del af en fjord på Nordals, som også bestod af Mjels Vig og Mjels Sø. Fjorden var en del af en tunneldal, som blev skabt af smeltevand i sidste istid.
I 1590 opførte hertug Hans den Yngre dæmninger ved Mjels og Broballe, for herved at kunne styre vandstanden på de omkringliggende arealer.

## Arkæologiske fund
På øen Flintholm i Bundsø er der siden 1904 foretaget udgravninger af en boplads fra yngre stenalder, og det har resulteret i meget betydelige fund fra den sene del af bondestenalderens tragtbægerkultur (3000-2900 f.Kr.). På holmen Flintholm lå en boplads hvor der er fundet affaldslag med store mængder flintgenstande, knogler fra både dyr og mennesker samt skår af lerkar. Allerede ved de første arkæologiske undersøgelser i begyndelsen af 1900-tallet fandt museet i Kiel mere end 10.000 oldsager, og efterfølgende udgravninger i 1920'erne og 1930'erne viste den samme rigdom på fund.  

## Omgivelser
Knuden, som strækker sig ud i Bundsø, er en rest af en moræneknold fra istiden. Ved Knuden var der en øvelsesskydebane i 1860’erne.
Der fører ingen sti rundt om Bundsø, men ved Broballe og Brandsbøl findes der gode udsigtspunkter over området.

## Afvanding og genetablering
En egentlig afvanding af Bundsø startede i 1850. Den 13. november 1872 gennembrød en stormflod dæmningen ved Mjels og vandet kunne frit oversvømme Bundsø. Herefter indledtes et stort arbejde med at få området tørlagt igen. Bundsø blev afvandet via en kanal gennem området, og ved Broballe pumpedes vandet op i landgrøften, som startede ved Jordbæks udløb. Derfra løb den langs kanten af Bundsø til Broballe, hvor den løb ud i Mjels Sø. Oprindelig blev pumperne drevet af en dampmaskine, men i 1912 blev den udskiftet med en dieselmotor.
I 1980'erne konstateredes det, at grundvandet på Nordals var alvorligt truet, og der blev udarbejdet planer for at genetablere søerne Oldenor, Mjels Sø og Bundsø for at imødegå denne trussel. De tre søer er siden blevet genskabt. For Bundsøs vedkommende skete det i 2015. Jorden var forinden blevet opkøbt af NaturErhvervstyrelsen. Pumperne blev slukket den 2. februar 2015 og i løbet af februar og marts blev der udført jordarbejder og fjernet hegn. Den 24. april 2015 blev den genetablerede sø indviet.
I april 2019 købte Aage V. Jensen Naturfond søen og omkring 10 hektar randområder med enge, skrænter, skov og krat. De købte den af Landbrugsstyrelsen for 3,5 millioner kroner.